# 長谷川守知
長谷川 守知（はせがわ もりとも）は、安土桃山時代から江戸時代前期にかけての武将・大名。父は茶人としても知られる長谷川宗仁。
豊臣秀吉に仕え、御小姓頭衆を務めた一人である。関ヶ原合戦の際には佐和山城籠城に加わるが、東軍に内通しており落城を導いた。大坂の陣後、美濃国・摂津国などで1万石の知行を認められた（美濃長谷川藩）。

## 生涯

### 豊臣秀吉に仕える
永禄12年（1569年）生まれ。父の長谷川宗仁とともに織田信長・豊臣秀吉に仕える。天正14年（1586年）1月19日、従五位下に叙位し、右兵衛尉に任官した。後に式部少輔に遷任。秀吉政権のもとでは御小姓頭衆の一人を務めた。
文禄元年（1592年）の朝鮮出兵では肥前名護屋城に在陣しており、陣所の跡が残されている。慶長3年（1598年）に秀吉が没した際には遺品である国光の脇差を賜っている。

#### 知行地をめぐる諸説
朝鮮出兵当時、守知は美濃国内で1万石の大名であったとする見解がある。また、摂津国島下郡の溝咋神社は、「文禄年間」に領主の「長谷川式部少輔」が修築を行ったと伝えている。
20世紀前半に出された古い書籍には、長谷川守知を越前国内1万石の大名とするものがある。越前国内には同姓の長谷川秀一が豊臣大名として存在しており、混同された可能性がある。

### 徳川家に従う

#### 佐和山城の戦い
慶長5年（1600年）の関ヶ原合戦の際には、大坂からの援軍として石田三成の居城である佐和山城に入っていた。しかし、実は事前に京極高次と示し合わせており、石田三成に味方する姿勢は偽装であった。守知は、堅約の印として高次から義弘の脇差を贈られている。
9月15日の関ヶ原本戦で三成ら本隊が壊滅すると、翌16日、三成の兄・石田正澄らが籠る佐和山城を攻撃することが小早川秀秋らに命じられた。この際徳川家康は岡野融成を使者として小早川の陣に派遣し、城内の長谷川守知が城から出てくるので包囲陣から出すようにと指示している。守知は秀秋の軍勢を城内に引き入れた。
『断家譜』によれば、家康は守知の働きを賞し、慶長6年（1601年）に「采知所替の御朱印」を与えられている。

#### 大坂の陣
慶長19年（1614年）の大坂冬の陣の際には、諸将に先立って京都に入った。京都所司代の板倉勝重は、大坂方が片桐且元の籠る茨木城を襲撃するという情報を受けており、守知を援軍として茨木に急派した。また、大坂城を包囲した際には、中島・備前島・片原町に仕寄（防御に用いる竹などの束）を設置したが、その備えが見事であったことが、本多正信から徳川秀忠に言上された。秀忠からは褒美として呉服・羽織・黄金が与えられた。
慶長20年/元和元年（1615年）の夏の陣の際には徳川家康に従い、戦後は駿河に住した。元和2年（1616年）に徳川家康が没すると江戸に移り、徳川秀忠に仕えた。

#### 元和3年（1617年）の領知朱印状
元和3年（1617年）5月26日、1万石余の知行を認める領知朱印状を与えられた。『徳川実紀』ではこの時に美濃・摂津等で1万石余を与えられたと叙述しており、『角川新版日本史辞典』はこれにより「長谷川守知領」が大名領（藩）として成立したとする。『寛政譜』によれば、その知行地は美濃国武儀郡、伊勢国一志郡・奄芸郡、摂津国太田郡（島下郡）・川辺郡・武庫郡・八部郡、備中国窪屋郡、山城国相楽郡にまたがって所在していた。
『断家譜』は晩年に隠居したとの情報を載せるが、『寛政譜』に隠居の記載はなく、『徳川実紀』は懐疑的である。
寛永9年（1632年）11月26日、守知は病気のために死去した。享年64。なお、『貞享書上』や『寛政譜』編纂時の呈譜では享年69とある。

### その後の長谷川家
家督は長男の長谷川正尚が継いだが、正尚は弟の長谷川守勝に3110石ほどを分知し、正尚は7000石を知行した。このため長谷川家は2つの旗本家となり、大名領（藩）としては消滅した。
なお、長谷川家の本家は正尚の死後に守俊（守知の四男）が跡を継ぐが、正保3年（1646年）に守俊も早世したため断絶した。守勝の家は幕末まで大身旗本として続いており、山田奉行を務めた長谷川勝知（守勝の子。名は重章とも。周防守）を出している。

## 系譜
特記事項がない場合は『断家譜』による。『断家譜』『寛政譜』によれば、守知には4男6女があった。
- 父：長谷川宗仁
- 正室：戸田勝成（武蔵守）の娘
- 継室：矢野正倫（和泉守）の娘
  - 長男(1)：長谷川正尚（縫殿助）
- 生母不明の子女
  - 女子(2) - 高木修理の妻
  - 女子(3) - 蒔田長広の妻
  - 二男(4)：戸田義祐（八郎左衛門）
  - 三男(5)：長谷川守勝（兵助・三左衛門）
  - 女子(6) - 川勝広尚の妻
  - 女子(7) - 北野社の松梅院禅意の妻
  - 女子(8)
  - 四男(9)：長谷川守俊（小兵衛） - 正尚の養子となる
  - 女子(10) - 山中猪兵衛の妻

### 補足
- 『寛政譜』は室として矢野正倫の娘のみを載せる[2]。
- 弟に長谷川秀真がいる[2][3]。『寛政譜』によれば、秀真（佐吉・佐三郎）は豊臣秀吉に仕えたという[2]。『断家譜』は秀真（佐三郎）は早世とする[3]。
- 『断家譜』によれば、戸田義祐は実は長男であったが、次男として扱われたという[3]。『寛政譜』には戸田を称したことのみが記される[2]。
- 『寛政譜』に娘婿として名がある「高木修理」は、尾張藩重臣・高木吉任（内膳・外記・修理。高木一吉の子）である[26]。高木清秀の「嫡子」であった高木一吉（内膳・志摩）は故あって父の下を離れ[27]、松平忠吉、ついで徳川義直に仕え、最終的には1500石を給されて城代も務めた[26]。吉任は大坂夏の陣で活躍し、最終的には2000石まで加増され、父と同様に城代を務めた[28]。吉任ははじめ石川信光の娘を娶ったが先立たれ、後妻として迎えたのが長谷川守知の娘である[28]。
- 娘婿の一人・蒔田長広は、豊臣家の小姓頭衆の同僚であった蒔田広定の三男にあたる[29][30]。別家を立てて目付などを務め、最終的に3700石の大身旗本となった[30]。
- 娘婿の一人・川勝広尚は、大身旗本・川勝広綱の長男[31]。広綱は父に先立ち[31]、広綱と長谷川氏の子である川勝広有が川勝家を継いだ[32]。
- 娘婿の一人・松梅院禅意は、北野社（現在の北野天満宮）の上級社僧（祠官）である松梅院の当主である。松梅院は「祠官筆頭」とも表現され[33]、中世末期から近世初期にかけて、実質的に北野社を支配する存在であった[34]。